# Nuoto sincronizzato ai campionati mondiali di nuoto 2017 - Squadre (programma tecnico)
La gara del nuoto sincronizzato - squadre tecnico dei campionati mondiali di nuoto 2017 è stata disputata il 16 e 18 luglio presso il parco Városliget di Budapest. La gara, alla quale hanno preso parte 24 squadre nazionali, si è svolta in due turni.
La competizione è stata vinta dalla squadra russa, mentre l'argento e il bronzo sono andati alla squadra cinese e a quella giapponese.

## Programma
| Data           | Ora (UTC+2) | Turno       |
| -------------- | ----------- | ----------- |
| 16 luglio 2017 | 16:00       | Preliminari |
| 18 luglio 2017 | 11:00       | Finale      |

## Risultati
| Pos. | Nazione        | Preliminari | Preliminari | Finale          | Finale          |
| Pos. | Nazione        | Punti       | Pos.        | Punti           | Pos.            |
| ---- | -------------- | ----------- | ----------- | --------------- | --------------- |
| 1    | Russia         | 95,0121     | 1           | 96,0109         | 1               |
| 2    | Cina           | 93,0711     | 2           | 94,2165         | 2               |
| 3    | Giappone       | 91,7484     | 3           | 93,1590         | 3               |
| 4    | Ucraina        | 91,4917     | 4           | 92,3596         | 4               |
| 5    | Italia         | 89,5587     | 5           | 90,7617         | 5               |
| 6    | Spagna         | 88,8044     | 6           | 88,4687         | 6               |
| 7    | Canada         | 86,4407     | 7           | 86,2044         | 7               |
| 8    | Messico        | 85,4788     | 8           | 85,9664         | 8               |
| 9    | Grecia         | 83,8569     | 9           | 83,9112         | 9               |
| 10   | Corea del Nord | 83,6271     | 10          | 83,4354         | 10              |
| 11   | Stati Uniti    | 82,1080     | 11          | 82,8546         | 11              |
| 12   | Bielorussia    | 81,6227     | 12          | 82,2796         | 12              |
| 13   | Svizzera       | 81,0684     | 13          | Non qualificate | Non qualificate |
| 14   | Germania       | 76,9929     | 14          | Non qualificate | Non qualificate |
| 15   | Ungheria       | 76,9077     | 15          | Non qualificate | Non qualificate |
| 16   | Uzbekistan     | 74,8230     | 16          | Non qualificate | Non qualificate |
| 17   | Slovacchia     | 74,5487     | 17          | Non qualificate | Non qualificate |
| 18   | Egitto         | 73,7861     | 18          | Non qualificate | Non qualificate |
| 19   | Singapore      | 73,6012     | 19          | Non qualificate | Non qualificate |
| 20   | Australia      | 72,6056     | 20          | Non qualificate | Non qualificate |
| 21   | Israele        | 72,3289     | 21          | Non qualificate | Non qualificate |
| 22   | Croazia        | 70,7239     | 22          | Non qualificate | Non qualificate |
| 23   | Macao          | 67,0935     | 23          | Non qualificate | Non qualificate |
| 24   | Costa Rica     | 65,2021     | 24          | Non qualificate | Non qualificate |